# Пурим
{без източници}}
Пурим (на иврит: פורים) е празник в юдаизма, на който евреите празнуват неуспеха на заговора на злия Аман, целящ тяхното избиване в халдейски Вавилон, както твърди книгата на Естер.
Празникът е свързван с веселие и радост. Традиционно на този ден евреите се маскират, организират празненства и карнавали, пият вино и вдигат шум (най-често с кречетала). Празникът се пада по еврейския календар през февруари или март.{без източници}}
Пурим (на иврит: פורים) е празник в юдаизма, на който евреите празнуват неуспеха на заговора на злия Аман, целящ тяхното избиване в халдейски Вавилон, както твърди книгата на Естер.
Празникът е свързван с веселие и радост. Традиционно на този ден евреите се маскират, организират празненства и карнавали, пият вино и вдигат шум (най-често с кречетала). Празникът се пада по еврейския календар през февруари или март.